# 南加州大学

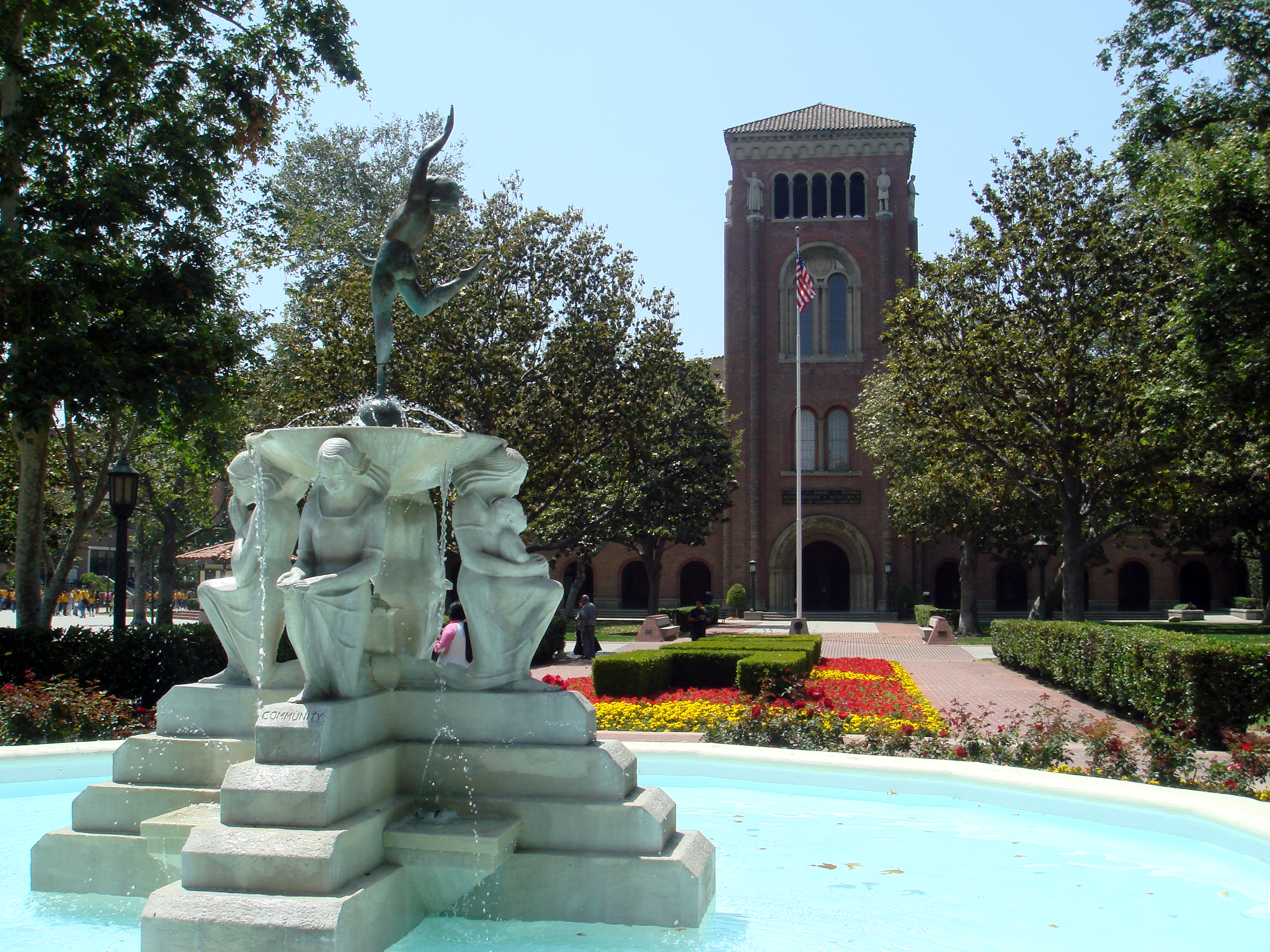
George Finley Bovard行政大樓

南加州大學（英語：University of Southern California，縮寫：USC或SC），簡稱南加大，也译作南加利福尼亚大学，位於美國加州洛杉磯市中心，由罗伯特·M·维德尼於1880年創立，是加州最古老的私立研究型大學。在2019-2020學年，有20,500名學生报读了四年制的大學课程，有28,000名研究生和职业教育学生参加了包括商務、法律、電影、工程、職業治療、藥學和醫學在内的多種課程。南加大是洛杉矶市最大的私营雇主，为洛杉矶和加利福尼亚州带来了80亿美元的经济效益。
南加大是ARPANET上最早的节点之一，也是域名系统的诞生地。DNA计算、动态规划、图像压缩、VoIP和防病毒软件等技术也诞生于此。
南加大拥有被评为全美國排名第一的电影学院、全美國排名第一的老齡學院、全美國排名第三的公共政策學院、全美國排名的第十的工程学院。南加大於2000年憑其廣泛的社區服務計劃獲時代雜誌及普林斯頓評論選為年度風雲大學。南加州大学是美国大学协会成员、环太平洋大学联盟成员，被卡内基基金会归类为“特高研究型大学”。
南加大共有10名諾貝爾獎得主。南加大也是少數同時擁有兩座由國家科學基金會（NSF）提供資金設立的工程研究中心（ERC）——專門研究網路及多媒體的综合多媒体系统中心（IMSC）以及微電子生物系統中心（BMES）。此外，南加大被美國國土安全部選為第一所國土安全卓越中心。
学校在全球拥有庞大的校友网络——特洛伊家族，当中不乏政治、商业、科技、艺术等领域的著名人士，学校每年获得校友捐赠名列全美前茅。此外学校留学生众多，超过10%的学生来自110多个国家。南加大是一所电影明星和体育明星辈出的学校，由于距离好莱坞十分近，因此拥有顶尖的电影艺术学院。此外，截止2021年南加大的校友和学生已累计获得326枚奥林匹克运动会奖牌（153枚金牌），位列全美大学之首。
南加大最近的籌款活動中，為學校籌得29億美元，是美國高等教育歷史上所籌得的第二高總籌款額。這使南加大及其合作伙伴可在短期內完成興建27幢新大樓，為學生提供超過75萬平方米的活動、科學研究、教學及醫療空間。

## 校區

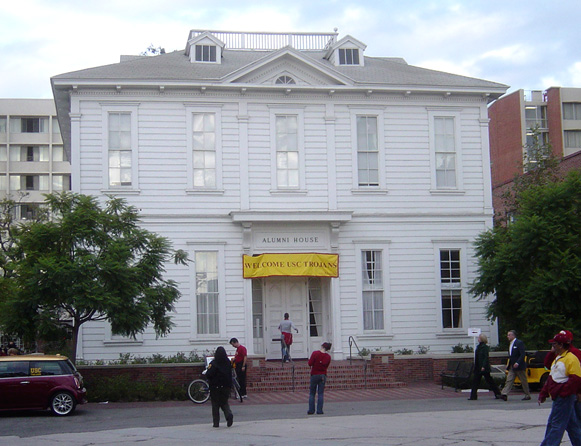
於1880年建造，Widney Alumni House是南加大原始的建築，該建築曾經被重新移動過兩次

南加大成立於1880年，是一所循道宗大學，校地由三位富有的洛杉磯居民捐贈，大學開設時，共招收了53位學生和10位教職人員。首屆畢業生有3人—兩男一女，數十年後，USC南加大不再帶有宗教信仰，正式獨立於循道宗教堂。
南加大在成立後就不斷的開始成長，除了位於洛杉磯市區南方2英哩的主要校區（“大學公園校區”）之外，學校也於市區北方2英哩處設立了健康科學校區，在奥兰治县的欧文，設立了商學、藥學、社工和教育學院；還有在維吉尼亞州阿靈頓县以及马丽娜德尔雷伊的資訊科學研究所，公共管理學院則位於衛星校區加利福尼亚州沙加緬度。
在2005年，南加大於华盛顿哥伦比亚特区成立了聯邦關係辦事處，在阿罕布拉市也有健康科學校區，包含健康促進與疾病預防研究所（IPR）並且專注於公共衛生方面。
南加大於2004年五月更拓展於國際，與上海交通大學管理學院合作，首度開設USC校海外的EMBA課程。在2006年，馬歇爾商學院在聖地牙哥設立衛星校區。2015年，南加大与上海交通大学合作成立上海交大-南加州大学文化创意产业学院。
USC的暱稱是特洛伊人，其代表象徵的特洛依銅像Tommy Trojan座落於校園中心。直到1912年前，USC學生（尤其是運動員）被稱為衛理宗或是循道宗，兩者皆未經過校方正式認可。
在一次對上史丹佛大学的重要田徑比賽中，南加大隊伍一開始就慘敗，根據前幾場比賽的統計，南加大隊伍根本不可能贏得這次比賽，但是隊伍仍全力還擊，贏得後半段大多數的勝利，僅漏了一些不重要的外圍賽。經過這場龍爭虎鬥，《洛杉磯時報》體育記者Owen Bird形容南加大運動員“如特洛依人般的奮戰”（"fought on like Trojans,"），而當時校長George Bovard正式批准了這個名稱。

### 大學公園校區
大學公園校區位在南洛杉磯的West Adams區，約在洛杉磯市區南方2英里處。校園邊界由北邊與東北邊的Jefferson Boulevard、東南邊的Figueroa Street、南邊的Exposition Boulevard以及西邊的Vermont Avenue所組成。在1960年代，穿越校園的車輛會被取締，大學公園校區位於洛杉磯地標的徒步範圍內，像是圣殿剧院、斯台普斯中心和洛杉矶纪念体育場。對於製片者來說，是一個非常好的校園場景，諸如不少影視中哈佛大學、柏克萊加州大學場景均在此拍攝。大份建築為罗曼式風格，儘管有些建築像是宿舍、工程學院、物理科學實驗室是现代主义建築（特別是校園北邊兩棟粗獷風格的宿舍），與校園內大多數的紅磚建築形成了強烈的對比，美麗的校園景緻亦與校園外的市區環境成了一種對比。
南加大不斷的改善對於兩個校園周遭環境，並於2000年憑其廣泛的社區服務計劃獲《時代雜誌》（Time Magazine）及普林斯頓評論選為年度風雲大學（College of the Year）。約有半數的大學生自願參加社區服務計畫，服務範圍從周邊的環境延伸到整個洛杉磯。

### 健康科學校區
位於洛杉磯市中心的東北邊，該校區包含藥學院、醫學院等醫療相關之學術機構。南加大的附設醫院及癌症醫院也位於該校區。

## 學校組織
南加大是私立大學，由監理會管理，由約50名投票所產生的理事與幾名常務理事、榮譽理事和不投票的退休理事所組成的。監理會投票成員五年一任，每年改選五分之一的席次，只有不參選的理事可以投票。理事多半由是大型組織（包括國內和國際）的高級主管、傑出校友以及大學管理高層或三者結合組成。
大學行政系統包含一位校長、監理事、數位負責不同部門的副校長、一位財務主管、資訊總監和體育指導員。現任校長為Carol Folt。
文理科學學院、研究所、18個專業學校分別各由一位學院院長負責。
南加大有時會授予榮譽退職頭銜給先前的行政長官，目前有6位榮譽退職的行政長官。

## 歷任校長
- Marion M. Bovard（英语：Marion M. Bovard），1880-1891
- Joseph P. Widney（英语：Joseph P. Widney），1892-1895
- George W. White（英语：George W. White），1895-1899
- George F. Bovard（英语：George F. Bovard），1903-1921
- Rufus B. von KleinSmid（英语：Rufus B. von KleinSmid），1921-1947
- Fred D. Fagg, Jr.（英语：Fred D. Fagg, Jr.），1947-1957
- Norman Topping（英语：Norman Topping），1958-1970
- John R. Hubbard（英语：John R. Hubbard），1970-1980
- James H. Zumberge（英语：James Zumberge），1980-1991
- Steven B. Sample（英语：Steven B. Sample），1991-2010
- C. L. Max Nikias（英语：C. L. Max Nikias），2010-2018
- Carol Folt（英语：Carol Folt），2019 至今

## 學院

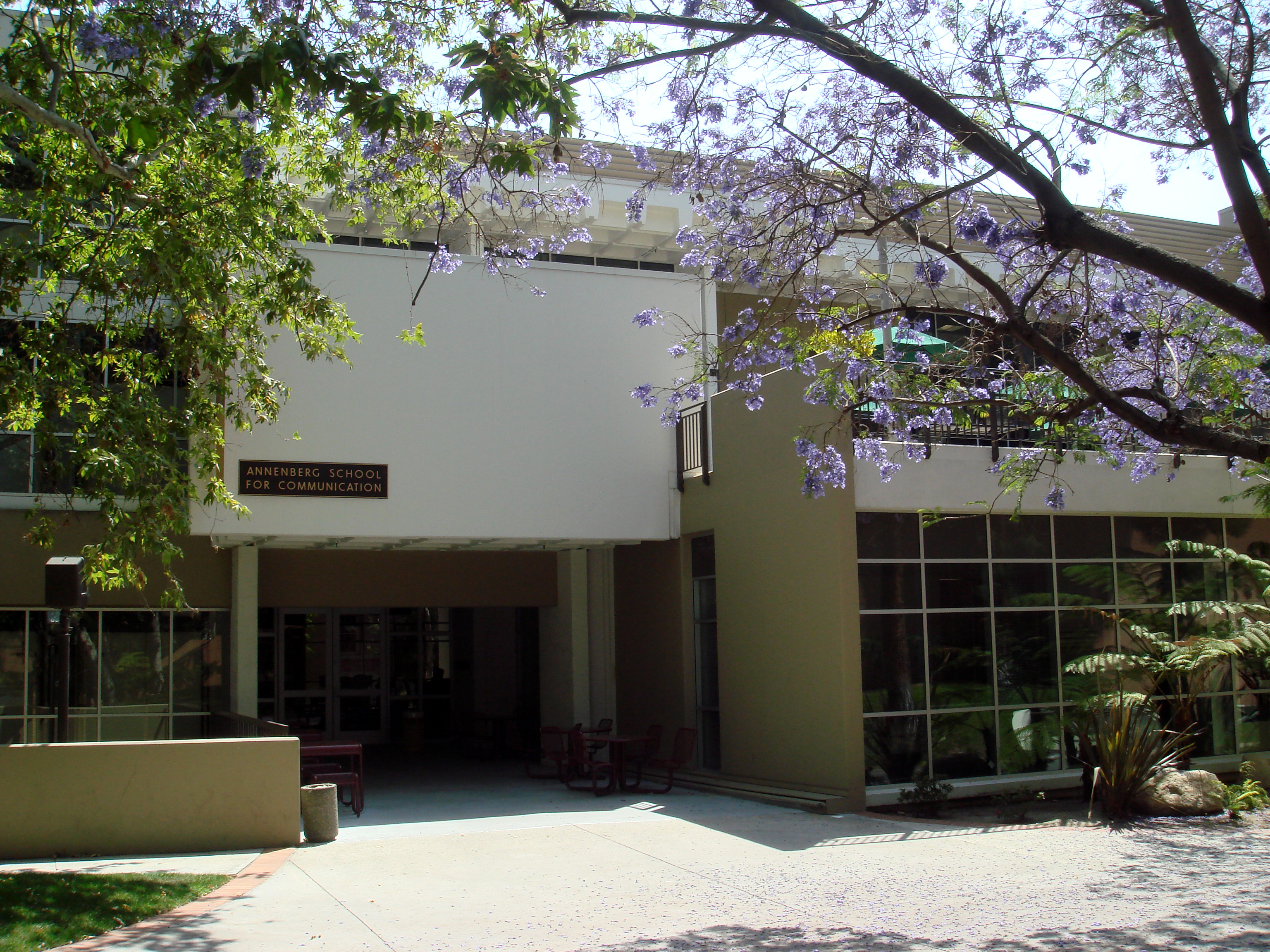
Annenberg School for Communication

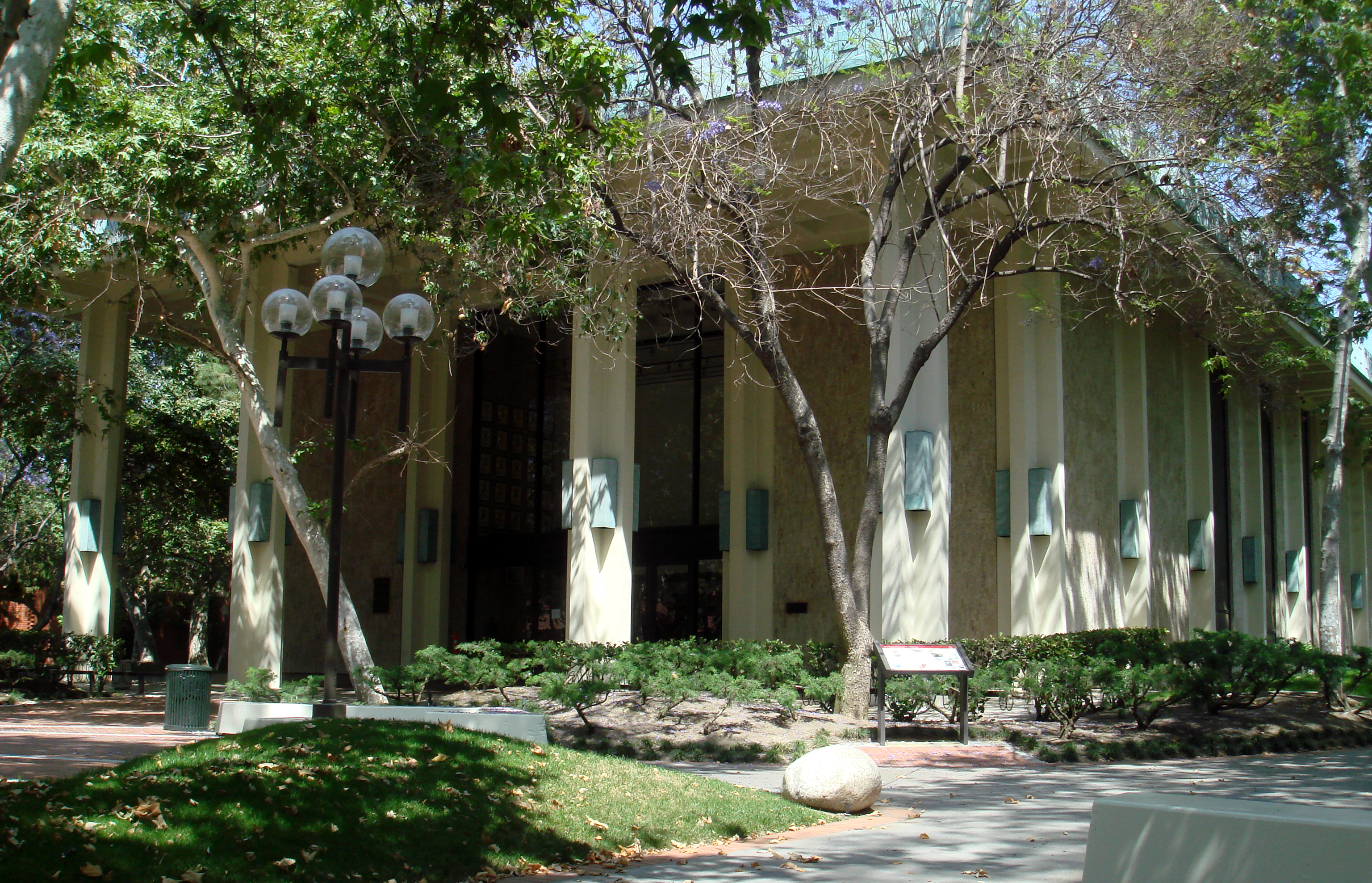
Norris戲院（USC School of Cinema-Television）

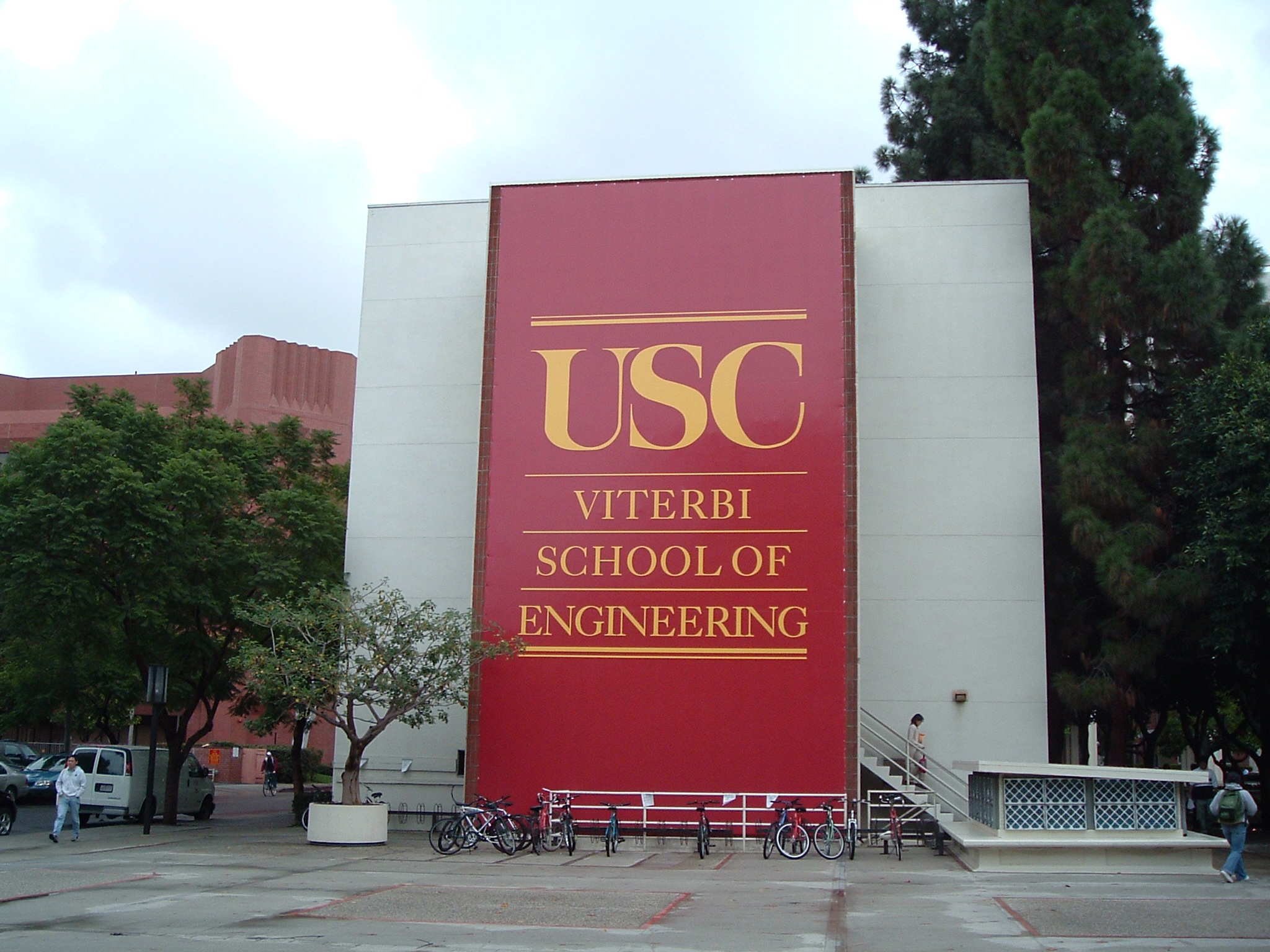
Biegler Hall of Engineering, west wall (Viterbi School of Engineering)

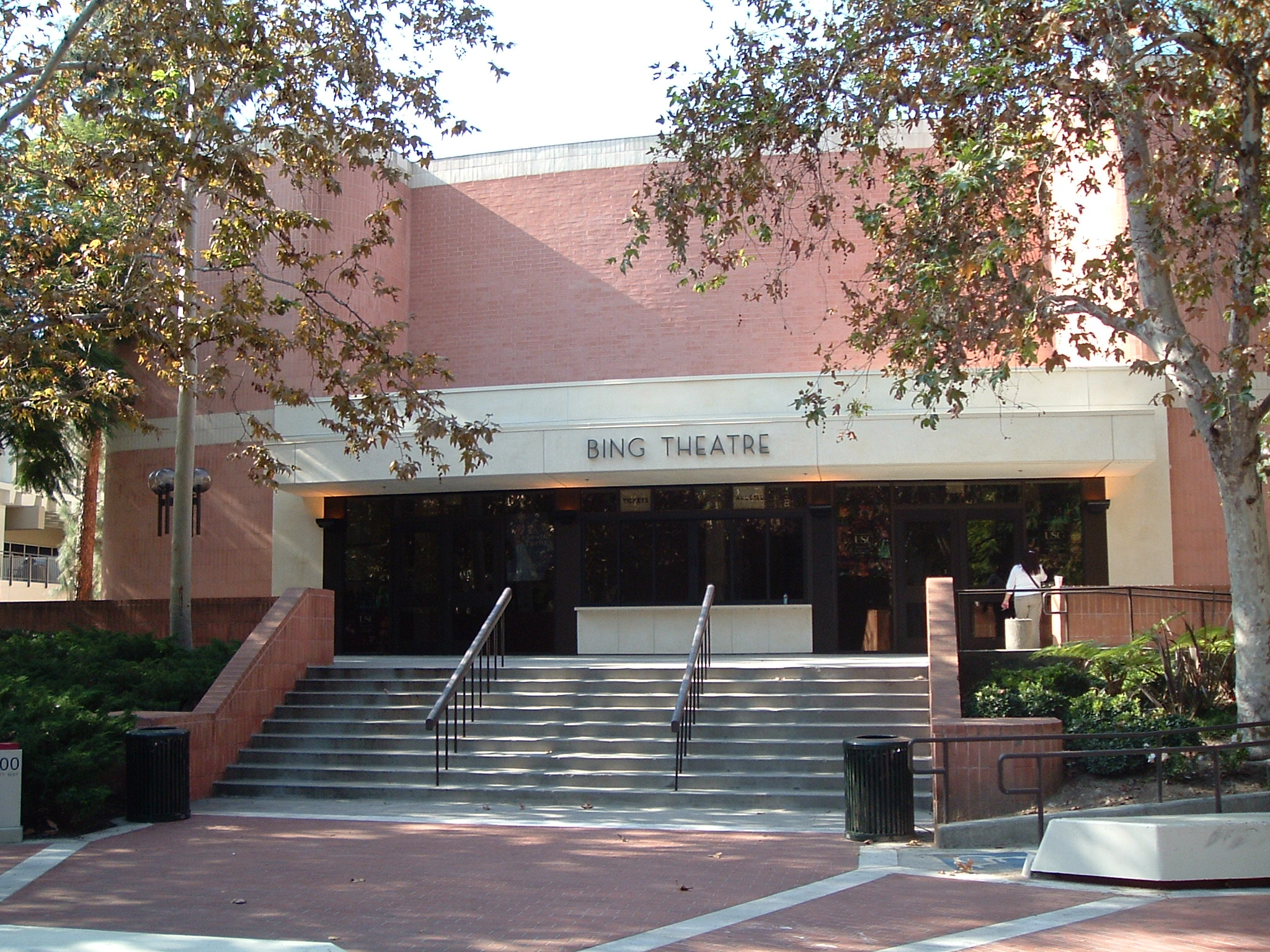
Bing戲院

雖然只有一百多年的歷史，南加大的課程水準極受肯定，其中商學院、電影、傳播、建築、醫學及理工學院等科系在美國大學中相當知名，在美國新聞與世界報導的排名上也從不缺席。尤其電影學院伴隨著好萊塢的電影工業發展，造就了不少電影界的奇才，最著名的校友是電影《星際大戰》的導演喬治·盧卡斯和音效大師班·布特、《達文西密碼》的導演朗霍華、《阿甘正傳》的導演羅勃·辛密克斯、約翰·米遼士、《巧克力工廠》的導演大衛·L·沃爾普等。
這些校友在功成名就後以資金贊助學校的發展，是校方豐沛的財源之一。
全美第一的影視藝術學院也許是南加大中最出名的學院，授予學位給文學考論、編劇、電影製片和電影創作。2001年影劇學院新增了南加大互動多媒體部門，研究包括立體電影、超寬銀幕電影、沉寖體驗電影、互動電影、電玩、虛擬實境和行動多媒體等新媒體形態。學院長期由多位傑出校友的大力支持，其中包含知名校友喬治·盧卡斯、朗霍華、羅勃·辛密克斯、約翰·米遼士、班·布特和布萊恩·辛格。在2006年9月19日，南加大宣布喬治·盧卡斯捐贈了1億7千5百萬美元給南加大影視學院，這是南加大史上收到的最大單筆捐贈（也是第5筆超過1億的捐贈）。
2004年3月2日，由Max Nikias院長領導的南加大工程學院重新命名為Andrew and Erna Viterbi工程學院，用以紀念高通公司創辦人Andrew Erna Viterbi夫婦，最近曾捐贈5200萬美元給學校，這份禮物是有史以來工程學院改名最大的。
Viterbi工程學院不斷的收到來自各方的捐贈，其中包含2004年來自矽谷的資本家Mark Stevens和Mary夫婦所成立的USC Stevens Institute；2002年以不動產企業家Daniel J. Epstein為名的Epstein工業工程學系。2005年美國能源公司首席執行長John Mork家族為名的Mork家族化學工程與材料科學系。同樣在2005年，溫瑞爾公司首席執行長Ken Klein成立了Klein大學部工程機構，而在發明指紋辨識系統的科進系統公司（Cogent Inc）創辦人謝明（Ming Hsieh）則在2006年捐贈了3500萬美元給南加大謝明電機系，這是史上單一科系所收贈的最龐大的金額。

### 榮譽與獎項
南加大職員所獲得的獎項與榮耀（截至2015年2月）：
- 美国文理科学院 - 32
- 美國科學促進會 - 92
- 美國學術總會 - 17
- 美國哲學會 - 6
- 古根漢藝術基金會獎 - 32
- 美國國家醫學研院院士 - 17
- 美國國家工程學院 - 34
- 美國國家科學院 - 12
- 美國國家人文基金會獎 - 22
- 諾貝爾獎 - 5  （页面存档备份，存于）
- 圖靈獎 - 1

### 人口統計
下列的數據為2015-2016學年統計。
USC共招收43,000名學生，其中有15,686位研究生、博士後研究人員350名，900名住院醫師。目前約有3,945名教職人員和13,216員工。現存的校友粗估約有36.5萬人。學校多年來，比任何其他美國大學能吸引更多的國際學生。目前，約有10%USC的學生超過115個國家的代表。USC的校友會目前有20多萬會員。
男女比例接近1:1，有49%的新生來自外州，大學部種族的比例如下：
- 34 % 白人
- 18 % 亞洲人
- 13 % 西班牙
- 5 % 美國黑人
- 24 % 國際學生
- 7 % 其他
- 2.7%其他

研究生中則包含來自115個不同國家的5,500名國際學生。
- 31.9%白人
- 20.2%亞洲人
- 8.1%西班牙
- 4.2%美國黑人
- 0.4%印第安人
- 24.7%國際學生
- 10.6%其他

### 錄取情況
在2007-2008學年中，33,754學生申請錄取8,550人，最後入學許可人數為  2,964人，平均GPA為3.7，平均SAT分數在2054，ACT寫作則在28-32。21%的學生為SCions或學生家長與USC有關聯。9%的學生是家中第一代的大學生。在錄取族群中220 National Merit Scholars。

### 特洛依校友
目前現存校友約20萬人，近75%的校友住在加州。
為了凝聚校友的力量，目前特洛依網路超過100個校友組織分佈在五大洲，最常說的就是只要加入了"特洛依家族（Trojan Family）"，你的終生是特洛依成員並透過網絡與特洛依校友緊緊結合的。

### 學術單位
南加州大學是一所綜合性的大學，擁有文理學校、研究院與十七個專業學院，科系齊全，各具特色。

### 校內媒體
- KUSC（英语：KUSC）：現為大洛杉矶地区唯一的古典廣播電台
- KDFC（英语：KDFC）
- KXSC

## 排名
南加大在2020年在世界大學學術排名中位列第61名，在2021年U.S. News世界大學排名中位列第70名，在2022年QS世界大學排名中位列第112名，在2021年泰晤士高等教育世界大學排名中位列第53名。
南加大在2021年美國新聞與世界報道的大學排名調查中，名列全美最佳大學的整體排名第24名，以下為各學院在美國國內的排名：
- Sol Price公共政策學院 - 第3名
- 馬歇爾商學院 - 第17名
- 維特比工程學院 - 第10名
- Rossier教育學院 - 第11名
- 南加州大学古尔德法学院 - 第18名[27]

根據2020年世界大學學術排名，南加大為全美第32名最佳大學並在世界最佳大學排名第61名，其中南加大工程排名世界第51-75名（2016年）；社會科學則排名世界第36名（2016年）；在臨床醫學與藥學排名世界第46名（2016年）。
根據2021年泰晤士高等教育世界大學排名，南加大在世界最佳大學排名第53名。

## 體育競賽

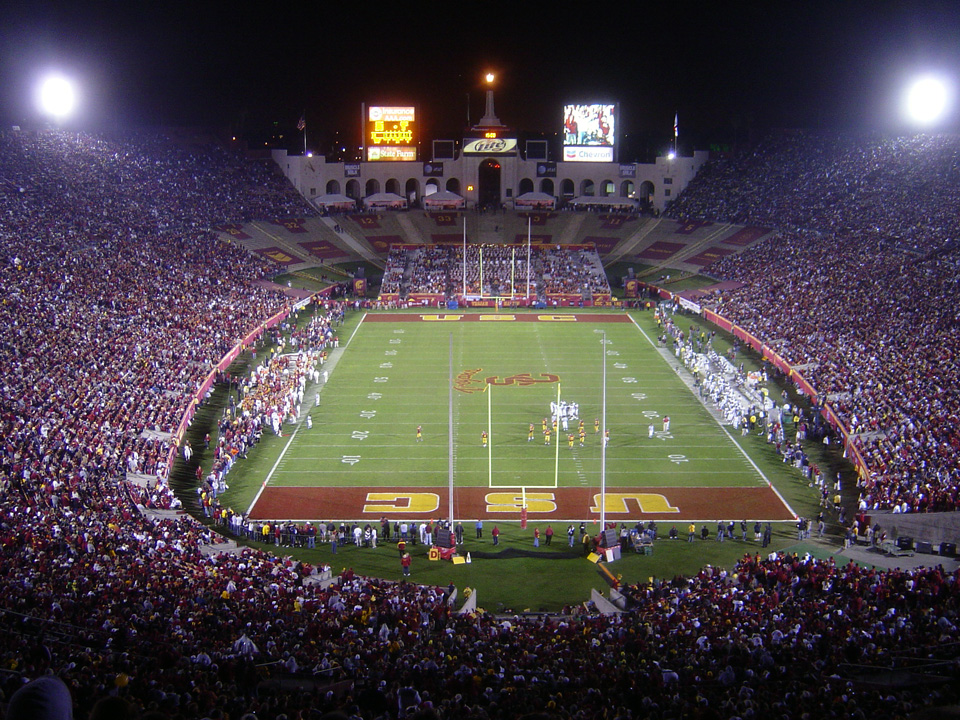
USC美式足球

USC南加大是全國大學體育協會（NCAA）第一組、十大聯盟的一員，並且總共贏得史上84座的NCAA團隊冠軍。USC南加大和宿敵UCLA洛杉矶加利福尼亚大学的對抗是極為著名且瘋狂的，兩者並在學術上也同時都有很傑出的成就，而在體育上的競爭程度更是絕無僅有。但是南加大跟聖母大學的競爭比跟UCLA的競爭早上三年。主要與聖母大學的競爭是來自於每年一度的美式足球賽。兩校在大學足球的競爭上堪稱是全國最激烈的。
南加大的運動風氣興盛，美國各大職業聯盟裡，一些鼎鼎大名的球星，也有許多是從南加大畢業的，例如：多年前轟動一時的著名美式足球球星O·J·辛普森、前聖路易紅雀隊巨炮，破紀錄的全壘打王馬克·麥奎爾及亞利桑那響尾蛇隊的明星投手，巨怪藍迪·強森等。

## 體育設施

### 洛杉磯紀念體育館
洛杉磯紀念體育館融合了傳統與現代的頂級競技環境，南加大在這座雄偉的體育館1923年落成時就在此打球，事實上，南加大特洛依隊在此比了第一場美式足球賽（對上波莫納學院，23比7，1923年10月6日）。
此體育館是1932年夏季奧林匹克運動會的場地，包含開幕式和閉幕式和1984年奧運會的徑賽項目。多年來，除了特洛依隊之外，體育館也是許多球隊的主場，包括UCLA美式足球、Los Angeles Rams, Raiders, Express和Xtreme美式足球和洛杉磯道奇隊棒球。該體育館舉辦各式各樣的活動，從音樂會、演講比賽、田徑運動會到摩托車比賽。體育館最大能容納92,000個席位（幾乎是靠背座椅），該體育館位於佔地17英畝的博覽公園內，同時也包含博物館、公園和洛杉磯紀念運動場。

## 傳統

### 吉祥物
- Traveler（特洛依人騎的白馬）
- George Tirebiter

### 勝利鐘
重達295磅的鐘，原本裝載南太平洋鐵路的火車頭上，在1939年代表校友會的禮物送給UCLA全體學生。在兩個賽季中，當小熊（Bruin）達點後，UCLA啦啦隊長就會敲響此鐘，在1941年UCLA公開賽時，六名USCSigEp會員（也是特洛依騎士成員）潛入小熊的大本營，並且用卡車將鐘偷偷載走，他們將鐘藏起來並且躲過UCLA學生的視線超過一年，起初藏在SigEp地下室裡，然後好萊塢山、聖安娜和其他地方，甚至有時藏在乾草堆裡，小熊千方百計的想找出鐘，但都徒勞無功。
直到1942年，這場風波才平息下來，當勝利鐘的照片刊在USC雜誌"The Wampus,"上時，引起了軒然大波，UCLA的學生朝USC的特洛依銅像Tommy Trojan噴漆，而USC的學生也不甘示弱的回敬在UCLA的草皮上燒出USC的縮寫，讓警方不得不數次警告，最後，這場衝突在USC校長Dr. Rufus B. von Kleinsmid威脅下—如果再發生紊亂將取消USC-UCLA的比賽，終於停止了紛爭。
1942年11月12日，勝利鐘用輪子載到特洛依銅像Tommy Trojan前，雙方學生代表—USC的Bill McKay和UCLA的Bill Farrer—簽署了協議書，同意往後年度的特洛依-小熊足球比賽的優勝者，隨後的一年可以保有此鐘，也就是說，此鐘留在該年比賽勝利的學校，隨後、USC的校友會付給UCLA的校友會一半鐘的費用。

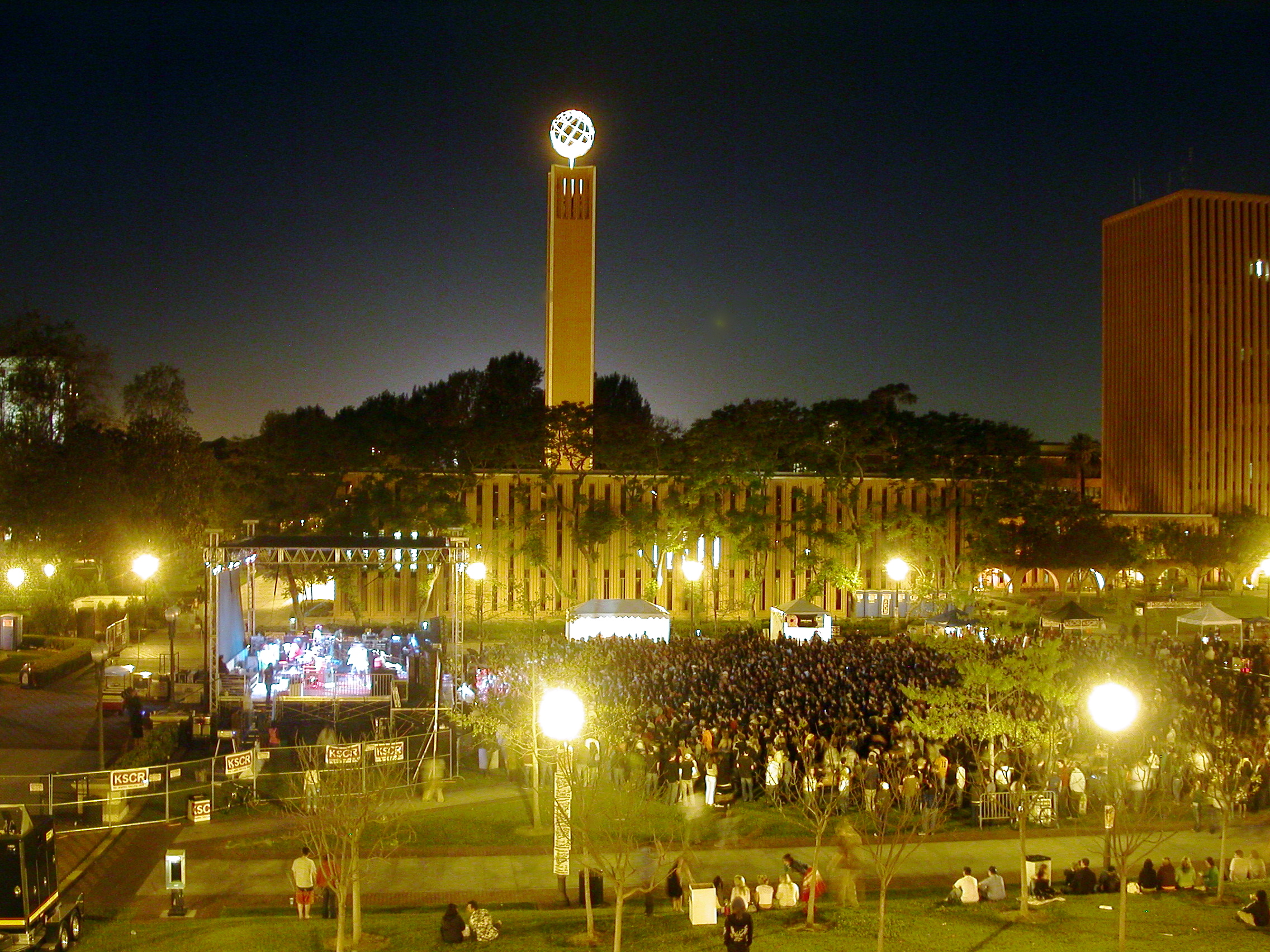
The Program Board sponsors the USC Springfest, held annually in McCarthy Quad

當時的協議看似不利於小熊，因為他們從未打敗過USC，但在第一年的比賽，1942年，UCLA狠狠的痛擊USC，14比7。
USC總共贏得7個足球賽季的勝利鐘，在主場比賽時，無論是在玫瑰盃USC對上UCLA，前四分之三局時，勝利鐘會擺在球場邊，當特洛依得分時，特洛依騎士和USC Helenes將敲響勝利鐘。

### 橡木棍
一根鑲著寶石的橡木棍來回穿梭於每年度南加大-聖母大學比賽的贏家手上，這可說是全國最激烈的大學足球比賽。
橡木棍（Shillelagh發音為"shuh-LAY-lee"）是一種蓋爾人戰鬥用的棍棒，用愛爾蘭島上的橡樹或黑刺李樹製成的，只用這種木頭的原因是說，它是唯一比愛爾蘭人頭殼還堅硬的東西。

## 治安
南加州大学周边为洛杉矶治安不佳区域，发生过数次学生在治安事件之中遇害的事情。被《霍报》列为全美治安最差的大学之首。
2012年4月11日凌晨1时许，南加州大学校园附近发生一起枪杀案。两名中国籍留学生在车内遇袭遭枪击死亡。中国驻洛杉矶总领馆教育参赞在事发后表示，南加大校园内安全还不错，但校外治安复杂。南加大是私立学校，校内的住宿费比外面贵，所以不少学生租住校外公寓。但校外的安全情况肯定不如校内，南加大校园外的东、西边治安尤其恶劣。居民介绍说，学校附近的居住者多为工薪阶层和南加大学生，该街区曾经有很多黑帮活动，但是近10年来由于学生们的入住，黑帮活动减少很多。
来自洛杉矶警方的消息，2012年4月18日凌晨零点40分左右，南加州大学一女三男四名学生在南加州大学附近的费格洛拉大街第28街附近遭到一名劫匪的抢劫，嫌犯抢劫到学生的背包逃跑时，被赶到的学校巡警开枪击伤其腿部。
2014年7月24日凌晨零点45分左右，南加州大学一名男性中国籍学生在校园附近29街1200街区附近遭到3人钝器袭击，学生尸体于早晨7点45分左右警方接到报警后被发现。

## 公交
南加州大学公共交通便利，有多条公交线路服务校园。洛杉矶市中心到圣莫尼卡的洛杉矶轻轨E线在南加大校园设有三个站，分别为博览/佛蒙特站、博览公园/南加州大学站和杰斐逊/南加州大学站，通过轻轨前往洛杉矶市中心的第七街/地铁中心站（可换乘洛杉矶地铁B线及洛杉矶地铁D线前往好莱坞、环球影城、韩国城和洛杉矶联合车站等地）仅需10分钟，到圣莫尼卡市中心站和圣莫尼卡海边约35分钟。洛杉矶快速公交J线在南加大也有设有第三十七街/南加州大学站，车站出入口位于第三十七街，在110号州际公路高架下方。快速公交J线向北穿过洛杉矶市中心，经洛杉矶联合车站到达艾尔蒙特站，向南可于海港高速公路站换乘洛杉矶轻轨C线前往洛杉矶国际机场（需在航空/洛杉矶机场站换乘摆渡车前往航站楼）。
洛杉矶公交Metro Rapid 754路与Metro Local 204路行经校园西侧的佛蒙特大道，从校园出发20分钟即可到韩国城的威尔希尔大道与佛蒙特大道路口。两条公交走向相同，Metro Rapid是大站快车（红色车身），Metro Local是普通公交（橙色车身）。洛杉矶公交Metro Local 81路行经校园东侧的菲格罗阿街，途径洛杉矶市中心，到斯台普斯中心约10-15分钟，到洛杉矶唐人街耗时25-30分钟。
洛杉矶县都会运输局轨道交通及巴士的具体线路及票价信息请参阅LA Metro官网 （页面存档备份，存于）。洛杉矶完整的的公共交通线路图可在亦可在LA Metro网页 （页面存档备份，存于）上查询。
洛杉矶交通局（LADOT）运营洛杉矶在热点地区循环的DASH巴士，其中DASH F Line连接了南加大UPC校园与洛杉矶市中心，线路走向为顺时针绕校园一周后开往市中心，Figueroa St，Exposition Blvd，Vermont Ave与Jefferson Blvd均有DASH F Line的站点。DASH巴士收费与LA Metro公交不同，单程现金仅需50美分，刷TAP卡 （页面存档备份，存于）则为35美分。具体线路及票价信息可查询LADOT官网 （页面存档备份，存于）。
自2020年冠状病毒爆发，学校提供24小时免费来福车接载服务。

## 好萊塢
因為南加大非常靠近好萊塢而且擁有世界最頂尖的南加州大学电影艺术学院，南加大校園場景被用於數以千計的電影，電視，廣告，MV上，因為南加大擁有著歷史性的磚造建築和常春藤學校般的造景，所以南加大已是影片製片人最常用來「扮演」其他大學的的地點，諸如電影和電視中的哈佛大學、牛津大學。
在電影中出現的南加大包含《阿甘正傳》、《金法尤物》、《哈啦上路》、《鄰家女優》、《魔鬼剋星》和《畢業生》。
在電視節目中用到南加大場景的有《铁证悬案》、《24》、《橘郡风云》、《飛越比佛利》、《茶煲表哥》、《豪斯医生》、《白宫群英》、《特務A》和《奇異果女孩》。

## 知名校友
南加州大學的校友遍佈社會各界，政界要員包括查德·尼克松之妻帕特·尼克松、賀錦麗之夫任德龙、第5任埃及總統穆罕默德·穆尔西、第66任日本首相三木武夫、第96、97任日本首相安倍晋三、第21任韓國總理姜英勋等。
演藝界則有喬治·盧卡斯、傑克·本德，以及臺灣的中國廣播公司新聞網（中廣新聞網）曾經主持11：07［生活有夠歡］節目的何庭歡（歡歡）。
諾貝爾獎得主共有五名。此外第一位踏上月球的人尼爾·阿姆斯壯和普利兹克獎得主法蘭克·蓋瑞也是該大學校友。

## 轶闻
- 當經典的USC對上UCLA足球賽的前一周，象徵南加大的Tommy Trojan銅像會用膠紙包住，避免被潑上UCLA顏色的油漆，就像幾十年發生過的，UCLA亦會將象徵UCLA的Bruins熊包住，避免被潑上USC顏色的油漆。
- USC常被媒體說是"Southern Cal"，這造成學校體育資訊部門的困擾，還特別要求各媒體不要把學校稱為"Southern Cal"，以避免與UC Berkeley柏克萊加州大學（稱為"Cal"）混淆。

## 外部連結
- 南加大官方網站（页面存档备份，存于）